# Tenero-Contra
Tenero-Contra (fino al 1914 Contra; in dialetto ticinese Tener-Contra o Tendro-Contra (desueto)) è un comune svizzero di 3 040 abitanti del Canton Ticino, nel distretto di Locarno.

## Geografia fisica
Il comune, alle porte di Locarno, è situato sul Lago Maggiore, dove il fiume Verzasca si immette nel Verbano; nel territorio comunale è compresa una piccola parte del Lago di Vogorno formatosi a seguito della costruzione della diga di Contra sulla Verzasca.

## Storia
I due nuclei di Contra e Tenero hanno restituito numerosi reperti archeologici dell'età del bronzo, dell'età del ferro e dell'epoca romana.

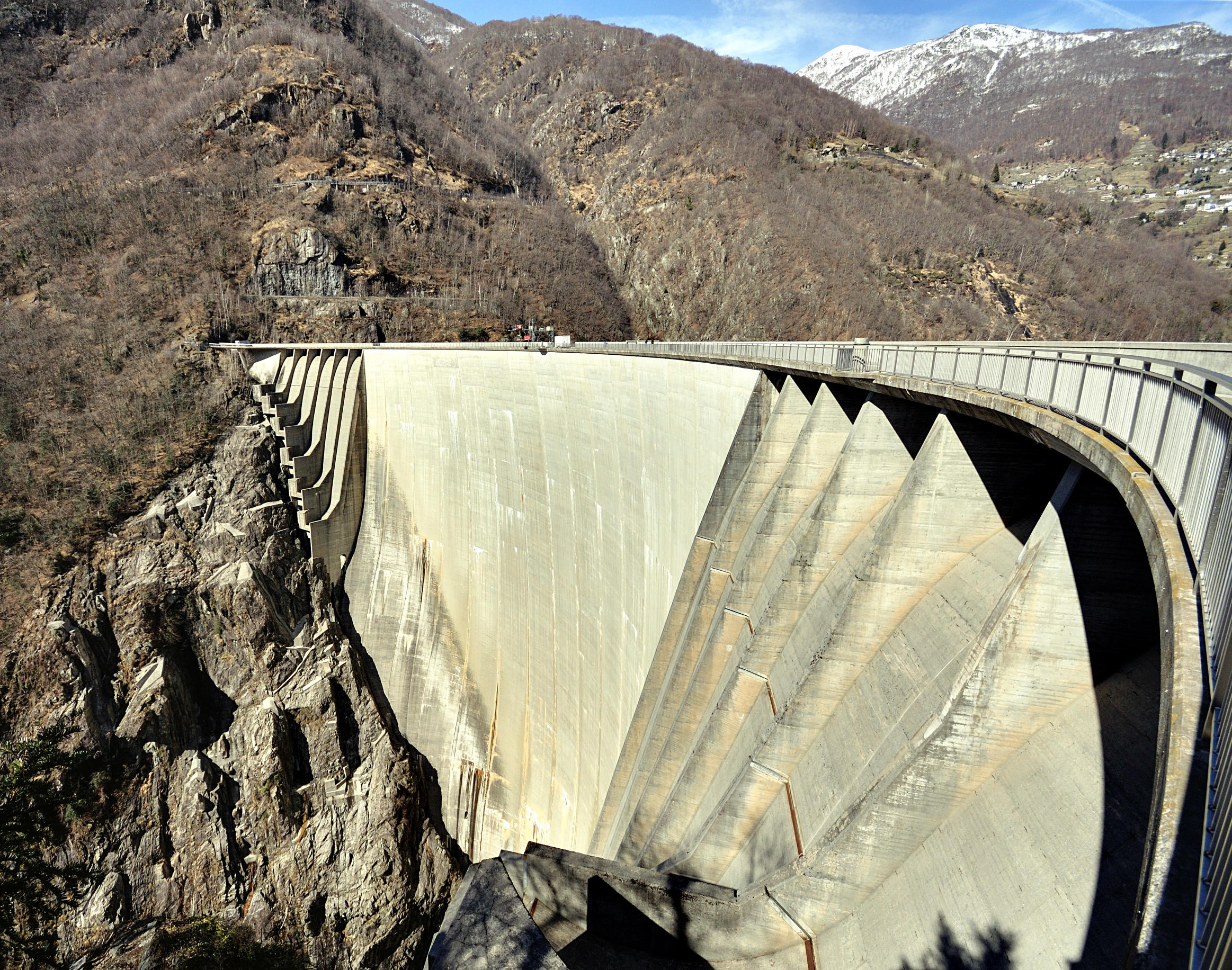
La diga di Contra.

Durante il Medioevo Contra fu il centro della vicinanza e poi a partire dal XIX secolo del comune politico. Nel 1910 la sede comunale fu trasferita a Tenero, che stava vivendo un notevole sviluppo economico e demografico, promosso dalla posizione privilegiata lungo l'asse stradale e ferroviario tra le città di Locarno e Bellinzona.
All’inizio del Novecento furono fondate diverse industrie, tra cui la cartiera di Tomaso Franzoni, e dagli anni ’50 fu modernizzata l’agricoltura e promossa la nascita del settore turistico. L’area collinare di Contra, che gode di una meravigliosa vista sul Lago Maggiore, è diventata una località residenziale con diverse villette di vacanza.
Nel 1963 fu inaugurato sulle sponde del lago il Centro sportivo nazionale della gioventù (CST). Nel 2001 è stata creata presso il CST la Scuola professionale per sportivi d'élite (SPSE), che può vantare il label di Swiss Olympic Partner School. Nel 2018 vi è stato trasferito anche il Centro Cantonale di Medicina dello Sport (CCMS), che offre prestazioni mediche specializzate per gli sportivi, l’unica base medica riconosciuta da Swiss Olympic, l'Associazione Olimpica Svizzera, a Sud delle Alpi..

## Monumenti e luoghi d'interesse

### Architetture religiose
- Chiesa parrocchiale dei Santi Pietro e Vincenzo martire in località Tenero, attestata dal XIII secolo[1];
- Chiesa di San Bernardo di Chiaravalle in località Contra, attestata dal XV secolo[1];
- Oratorio della Beata Vergine della Fraccia, del XVII secolo[1];
- Cappella Patà con il dipinto murale Madonna col Bambino tra i Santi Giovanni e Giobbe, bene culturale d'importanza cantonale[3];
- Cappella del Moton[senza fonte].

### Architetture civili
- Fattoria al Gerbion[senza fonte];
- Stele archeologica di Trovero[senza fonte];
- Casa Franzoni[senza fonte];
- Castello Marcacci-Trevani-Pedrazzini, monumentale residenza storica in Piazza Canevascini[4];
- Masso cuppellare preistorico di Tenero[senza fonte];
- Il Museo dei vini;
- Diga di Contra.

## Società

### Evoluzione demografica
L'evoluzione demografica è riportata nella seguente tabella:
Abitanti censiti

## Economia
Oltre che centro turistico (in estate accoglie circa 10 000 turisti provenienti per la maggior parte dalla Germania e dalla Svizzera interna), Tenero è anche un importante polo industriale del Locarnese, con varie imprese di medie e grandi dimensioni.

## Infrastrutture e trasporti

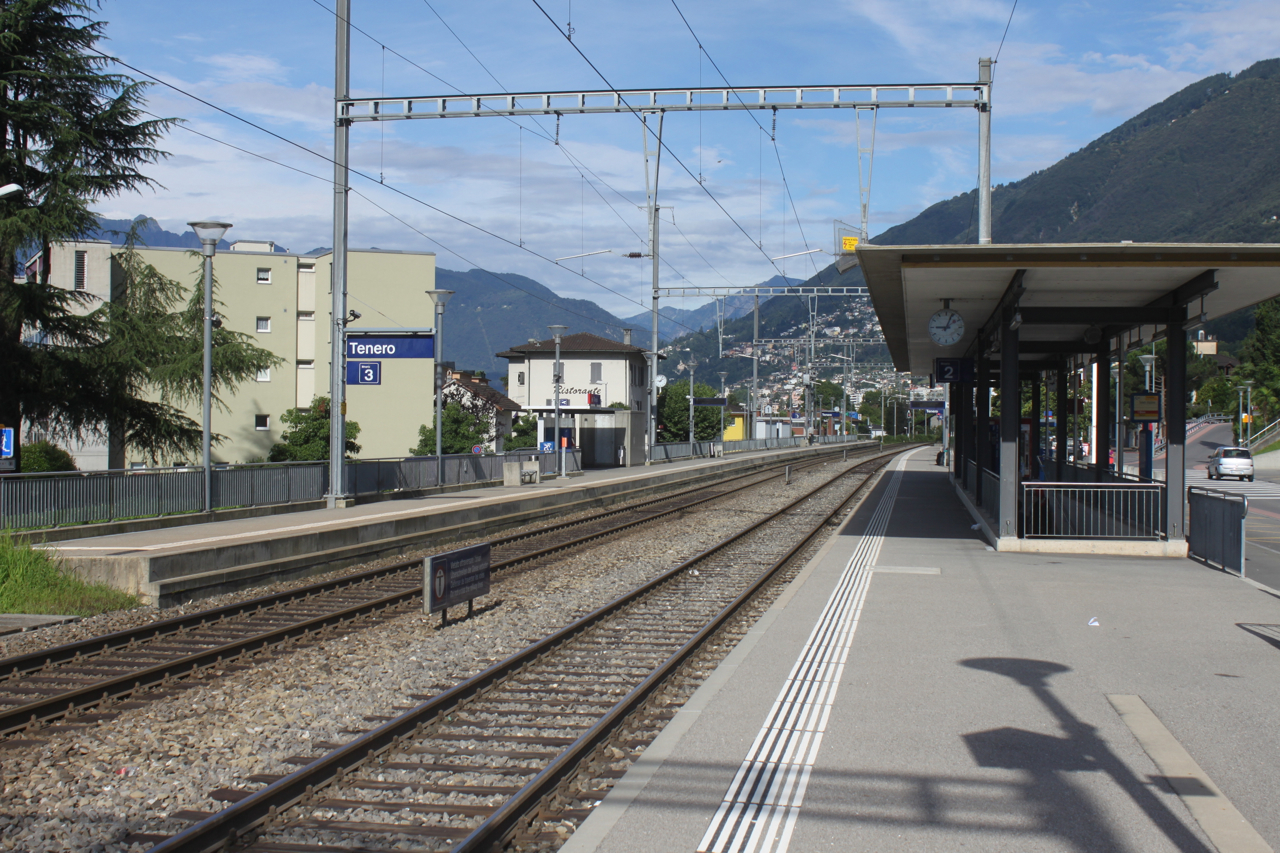
La stazione di Tenero

Il comune è servito dalla stazione di Tenero della ferrovia Bellinzona-Locarno. Tenero ospita anche uno dei due soli accessi stradali alla Valle Verzasca.

## Amministrazione
Ogni famiglia originaria del luogo fa parte del cosiddetto comune patriziale e ha la responsabilità della manutenzione di ogni bene ricadente all'interno dei confini del comune.

## Sport
Il Centro Sportivo nazionale Tenero è dal 1963 una struttura dedicata alla gioventù e dal 2001 è sede della Scuola professionale per sportivi d'élite (SPSE). Dal 2018 accoglie anche il Centro Cantonale di Medicina dello Sport (CCMS), l’unica base medica riconosciuta da Swiss Olympic, l'associazione olimpica svizzera, a Sud delle Alpi, che offre prestazioni mediche specializzate per gli sportivi. Nel 2005 il Centro Sportivo nazionale ha ospitato i Campionati mondiali giovanili di orientamento, nel 2008 è stato sede d'allenamento per la nazionale di calcio della Germania in occasione degli Europei 2008, mentre nel 2016 ha ospitato la nazionale di calcio dell'Ucraina per gli Europei 2016.